# Mario Dunlop
Mario Stiebler Dunlop (Rio de Janeiro, 14 de janeiro de 1946), é um ex-voleibolista indoor brasileiro que representando a Seleção Brasileira conquistou a medalha de prata nos Jogos Pan-Americanos de 1967 de Winnipeg, disputou a edição dos Jogos Olímpicos de Verão de 1968 no México e alcançou a medalha de ouro no Campeonato Sul-Americano de 1977 no Peru. Em clubes conquistou a medalha de ouro no Campeonato Sul-Americano de Clubes de 1971 no Brasil. Também atuou no vôlei de praia, e nesta modalidade, na categoria 55+, conquistou a medalha de ouro nos Jogos Mundiais Máster de 2002 na Austrália

## Carreira
Filho do editor e também voleibolista de ascendência anglo-germânica Charles Dunlop, iniciou sua carreira no elenco juvenil do Fluminense F.C.  no ano de 1962, chegando ao elenco adulto no ano de 1963, na condição de reserva. Em 1964, com a aposentadoria do treinador Paulo de Oliveira “Careca”, Mario aceitou o convite do diretor alvinegro Eusébio de Queiroz transferiu-se para o e pelo Botafogo F.R.
Mario Cavalo, como era conhecido no voleibol, conquistou onze vezes o título do Campeonato Carioca de forma consecutiva, no período de 1965 a 1975.
Recebeu em 1967 convocação  para a Seleção Brasileira para disputar a edição dos Jogos Pan-Americanos de Winnipeg e conquistou a medalha de prata. Novamente serviu a Seleção Brasileira na edição dos Jogos Olímpicos de Verão de 1968 na Cidade do México ocasião que finalizou na nona posição.
Em 1977 disputou pela Seleção Brasileira o Campeonato Sul-Americano em Lima, no Peru, quando conquistou a medalha de ouro. Dono da camisa #7, o atleta jogou no clube alvinegro até 1978, ano em que nasceu seu primeiro filho, Marcelo. Seu segundo filho, Marcos, nasceu em 1981. Numa época, na qual ainda o voleibol brasileiro era amador,Mário conclui seus estudos e trilha carreira de Engenheiro Químico.
Continuou na prática desportiva e com desenvolvimento da Categoria Máster, voltou a competir e em 2002, disputou a IV edição do World Masters Games, os Jogos Mundiais Máster, realizados em Melbourne, Austrália, ocasição que formou dupla com Gérson Schuch, ex-companheiro dos Jogos Olímpicos de 1968, conquistando a medalha de ouro na categoria 55+.
Desde 2004, juntamente com Sérgio Faria, Mario Dunlop colabora com as edições do Campeonato Brasileiro Master de Voleibol. Só esteve ausente da categoria master em 2009 quando enfrentou problemas de saúde.
Flamenguista de nascimento, conquistou em 2012 o título de sócio remido por ter completado 50 anos de sócio do Clube de Regatas do Flamengo.

## Títulos e resultados
- Campeonato Brasileiro:1966,1968,1972,1975,1976
- Campeonato Brasileiro de Clubes Campeões:1971
- Campeonato Brasileiro de Centro-Sul:1967, 1969
- Campeonato Brasileiro Universitário:1971,1973
- Campeonato  Carioca:1965,[1]1966,[1]1967,[1]1968,[1]1969,[1]1970,[1]1971,[1]1972,[1]1973,[1]1974,[1]1975[1]
- Jogos Luso-Brasileiros:1966
- Taça Pedro A. Giaconni (Triangular SP-RJ-ES):1965
- Torneio IV Centenário da Guanabara:1965
- Campeonato Brasileiro do I Octogonal:1971
- Torneio Quadrangular do Estado do Rio de Janeiro:1972
- Campeonato Municipal:1978

## Premiações individuais
- Revelação de 1966
- Melhor Jogador do Ano de 1966
- Emérito da FMV de 1966
- Melhor Jogador do Ano de 1967
- Melhor Jogador do Ano de 1967
- Melhor Jogador Brasileiro no Campeonato Mundial de Clubes de 1971